# Doplňkové světlo

Typické tříbodové svícení v ateliéru se zadním světlem (protisvětlem) pro vytvoření prostorového vjemu a kontrastu mezi pozadím a objektem uprostřed; světlo vlevo je hlavní, zprava doplňkové

Doplňkové světlo (anglicky fill light, fill-in nebo zkráceně fill) je světlo, které využívá fotograf, kameraman, osvětlovač v divadle nebo na koncertu, nebo jiný tvůrce obrazové scény. Doplňkové světlo doplňuje světlo hlavní, redukuje kontrast scény a prokresluje stíny. 
V tradiční černobílé fotografii se osvětlení skládá ze tří světel: hlavního, doplňkového a zadního. Hlavní světlo odhaluje kontury objektu, doplňkové prokresluje stíny a tím snižuje kontrast, zatímco zadní zdůrazňuje pozadí. Jako čtvrté může být použito ještě protisvětlo.

## Charakteristika
Doplňkové světlo je často měkčí a samozřejmě také méně intenzivní než hlavní světlo. Poměr mezi světlem a stínem závisí na požadovaném efektu. 
Například doplňkové světlo je zastoupeno pouze v malém množství v případě, kdy hlavní světlo dává scéně velký kontrast, jako je to například při technice low-key. Naopak bude využito velmi (poměr bude poloviční a více) při osvětlení technikou high-key, kdy je potřeba malý kontrast.
Alternativou k použití přímého zdroje světla je možné odrážet hlavní světlo pomocí odrazné desky.

## Příklady

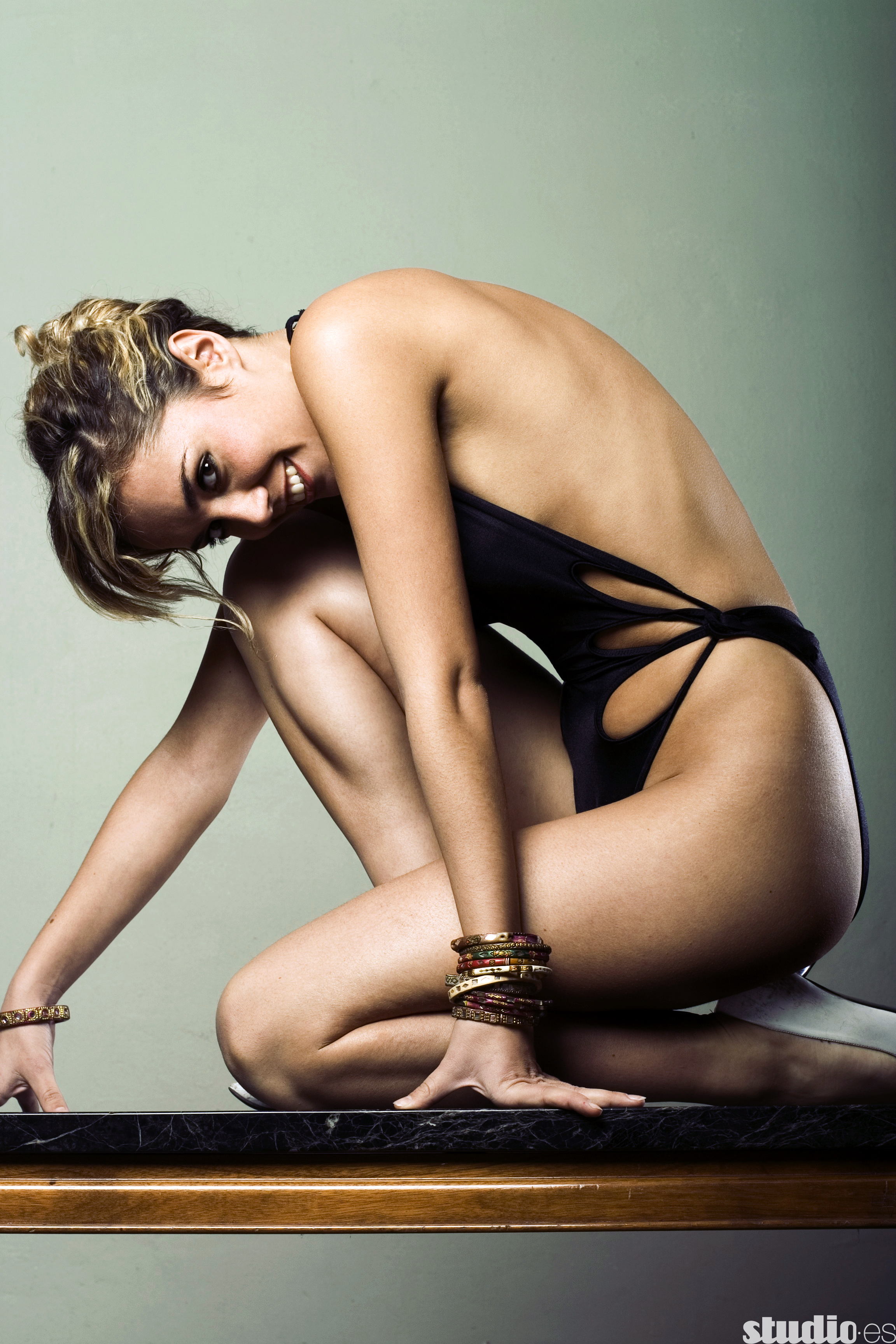
Modelka ve studiu fotografovaná hlavním softboxem 100×100 cm šikmo zleva a doplňkovým světlem zprava 70×70 cm, módní fotografie
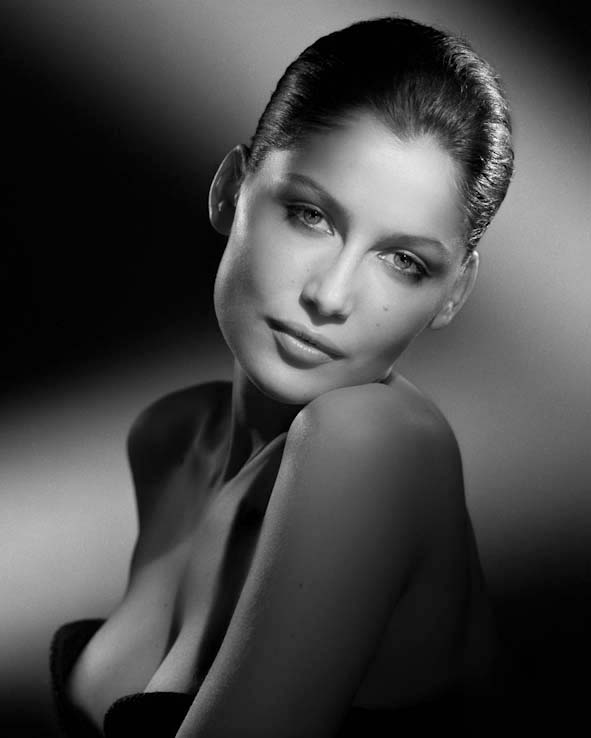
Ateliér Studio Harcourt: Portrét s využitím hlavního, doplňkového, zadního světla a protisvětla